# Azimuth (Fluggesellschaft)
Azimuth (russisch Азимут Asimut) ist eine russische Fluggesellschaft mit Sitz in Krasnodar. Sie war im Dezember 2020 weltweit die einzige Fluggesellschaft, die ausschließlich Suchoi Superjet 100 einsetzte.

## Geschichte
Azimuth wurde 2014 gegründet und erhielt im Juli 2017 den ersten Suchoi Superjet 100 (Luftfahrzeugkennzeichen RA-89079) und im August 2017 von der Föderale Agentur für Lufttransport ihre Betriebsbewilligung. Der erste Einsatz fand am 9. und 10. September 2017 statt und war ein Charterflug für eine lokale Fußballgesellschaft von Rostow am Don nach Krasnodar, Ufa und zurück.
Im März 2018 waren bereits sechs Superjet 100 im Einsatz, wobei fünf in Rostow am Don und einer in Krasnodar stationiert sind.
Durch die staatliche Förderung von verkehrsarmen Strecken und der dafür optimalen Größe des Superjets konnte Azimuth trotz COVID-19-Pandemie das Verkehrsaufkommen auf gleichem Niveau halten. Im August 2019 konnte sie im Vergleich zum Vorjahresmonat 3,4 % mehr Passagiere befördern und erzielte eine Sitzauslastung von durchschnittlichen 82,3 %. Nach Angaben der Gesellschaft sind die Superjets im Schnitt 250 Stunden pro Monat in der Luft, was 8,3 Stunden pro Tag und damit einem branchenweiten Rekord für den Superjet entspricht. Azimuth reagierte auf die Kinderkrankheiten des Superjets proaktiv mit eigener, lokaler Wartung an ihren beiden Standorten am Flughafen Rostow am Don und am Flughafen Platow. Letzterer wird bis 2022 mit einem eigenen Wartungshangar für 600 Millionen Rubel ausgebaut.
Am 19. Mai 2023 landete ein Superjet der Azimuth aus Moskau kommend in der georgischen Hauptstadt Tiflis – zum ersten Mal seit 2019 – als die russische Regierung alle Flugverbindungen zum Nachbarland verbot. Dieses Verbot wurde aber per Dekret von Präsident Wladimir Putin aufgehoben, wodurch es nun wieder direkte Flugverbindungen zwischen Russland und Georgien gibt. Nun darf auch die georgische Fluggesellschaft Georgian Airways wieder nach Russland fliegen.

## Flotte
Mit Stand Februar 2024 besteht die Flotte der Azimuth aus 20 Flugzeugen mit einem Durchschnittsalter von 5,7 Jahren:
| Flugzeugtyp         | Anzahl | bestellt | Anmerkungen                            | Sitzplätze | Durchschnittsalter (Februar 2024) |
| ------------------- | ------ | -------- | -------------------------------------- | ---------- | --------------------------------- |
| Suchoi Superjet 100 | 20     |          | zwei inaktiv; 12 Jahre Flugzeugleasing | 100 103    | 5,7 Jahre                         |
| Gesamt              | 20     |          |                                        |            | 5,7 Jahre                         |